# Handelsmaß (Stroh)
Das Handelmaß mit Stroh war vom Stichtag anhängig und war vorwiegend ein altes Stückmaß. Entweder richtete man sich nach dem 11. November (Martinstag) oder nach dem 4. September und die Menge war größer oder kleiner. Es galt auch für Heu. Mit Fiemen wurden im Freien aufgestellte Getreidegarben benannt. Je nach Region waren andere Begriffe wie Fehmen, Fimm, auch Feimen, gebräuchlich. In Hamburg bezeichnete man es mit Dymen, in Pommern mit Miete, auch mit Triste oder Schober. So wurden in Stettin 100 Bund oder 1 Schock Stroh zum Dachdecken mit 1 Fuß Dicke als ein Bund gehandelt.

## Beziehungen der Maße

### Bremen
- 1 Stroh = 125 Stück[2]

### Stettin und Stralsund
- 1 Mollen = 30 Bund Stroh
- 1 Fiemen  oder Fimm = 100 Bund Stroh = 1 Schock Stroh

### Nürnberg
- 1 Schober Stroh = 60 Bund Stroh = 60 Garben
- 1 Schöberlein = 10 Bund Stroh = 10 Garben
- 1 Schoof oder Bund = 1/60 Schock Stroh

### London
- 1 Last = 36 Bund (Truss) Stroh = 1296 Pfund